# Буриев, Аловиддин Аминович
Аловиддин Аминович Буриев (род. 10 февраля 1964) — таджикский спортивный журналист и спортивный комментатор.

## Биография
Родился 10 февраля 1964 года в Пенджикентском районе, Таджикской ССР в семье рабочего Амина Буриева и его супруги, Кучакмо Рахмоновой.
В 1981 году закончил среднюю школу № 7 имени Абу Абдулло Рудаки, затем поступил в Таджикский государственный университет имени В.И Ленина. Выпускник факультета восточных языков, арабского отделения ТГНУ, далее служил в Сирии в рядах Советской армии.
С февраля 1989 года поступил на работу в Государственный комитет СССР по телевидению и радиовещанию Таджикистана.
С 1989 по 2012 год работал редактором, комментатором, главным редактором отдела спорта, старшим редактором отдела молодежи и информации Телевидение Таджикистана. Коммерческий директор НИАТ «Ховар» и радио «Ховар» (2012—2019), главный редактор отдела репортаж и прямых трансляций ТВ «Варзиш» (с 2019 по настоящее время).
Специальный корреспондент «Спорт-Экспресс» в Таджикистане (2002—2012).
Аловиддин Буриев является автором ряда спортивно-обозревательных таких программ как «Доблесть», «Возвращение», «Молодежь и закон», «Мир спорта»,«Гол» , «Футбол Азии»  и другие.
С 1996-го года начал самостоятельный репортаж о футбольных матчах Чемпионата Таджикистана и международных соревнованиях.
С 1994 года — спортивный комментатор радио и телевидения. Вёл прямые репортажи с чемпионатов мира по футболу, Азиатских игр, Чемпионатах Азии по футболу, Олимпийских игр и других соревнований. Он в качестве комментатора побывал в 24 странах мира.

## Награды
Государственные награды Республики Таджикистан и СССР:
- * медаль «70 лет Вооруженных Сил СССР» 23 февраля 1988, в соответствии с Указом Президиума Верховного Совета СССР от 28 января 1988 года)